# Estadi Artemio Franchi (Siena)
No confondre amb l'Estadi Artemio Franchi de Florència.
L'Stadio Artemio Franchi és un estadi multiússos de Siena (Itàlia) construït l'any 1923, amb capacitat per 15.373 espectadors. Actualment acull els partits de futbol que disputa com a local l'AC Siena.
Rebé el nom d'Artemio Franchi en honor de l'antic president de la Federació Italiana de Futbol.